# Белый круг
«Белый круг» — советский драматический фильм военной тематики, снятый в 1974 году Юрием Лысенко на киностудии имени А. Довженко. Продолжение фильма «Огонь» (1973).
Выход фильма на экраны состоялся 21 мая 1975 года. Телевизионная премьера фильма состоялась к 39-летней годовщине Великой Отечественной войны — 22 июня 1980 года.

## Сюжет
Бригада Андрея Гейко работала над починкой брони танков. Во время ночного налёта немецкой авиации их заваливает, а когда люди вышли на поверхность, их встречают дула фашистских автоматов. Гитлеровцы решили использовать труд сталеваров в своих целях. Торжественное открытие мартена во главе с Мусиенко и при поддержке Андрея становится последним днём жизни офицерского состава немецкого гарнизона.

## Роли исполняют
- Александр Денисов — Андрей Гейко
- Лидия Яремчук — Ярина
- Алексей Зайцев — Мусиенко
- Владимир Сошальский — представитель фирмы «Крупп»
- Геннадий Овсянников — Пасечник
- Виктор Степаненко — Часовой
- Владимир Талашко — Шлейхерт
- Владимир Шакало — Центнер
- Александр Прохоров — Свирид
- Антонина Лефтий — учительница
- Петя Тарасов — Петька
- Саша Фоменко — Колька Пасечник
- Борис Болдыревский — сталевар
- Иван Бондарь — сталевар
- Николай Гудзь — сталевар
- Валентин Кобас — сталевар
- Дмитрий Костенко — сталевар
- Семён Котляренко — сталевар
- Григорий Михайлов — сталевар
- Станислав Молганов — сталевар
- Алексей Северин — сталевар
- Ляля Чёрная — мать Андрея

В фильме принимали участие рабочие Металлургического завода имени Ильича и курсанты Ждановской мореходной школы.

## Съёмочная группа
- Режиссёр-постановщик: Юрий Лысенко
- Авторы сценария: Юрий Лысенко, Александр Сацкий
- Оператор-постановщик: Алексей Терзиев
- Композитор: Борис Буевский
- Художник-постановщик: Михаил Раковский

В фильме использована кинохроника из государственных кинофотоархивов.